# Carl Gemzell
Carl Axel Herman Gemzell, född 4 januari 1910 i Motala, Östergötland, död 11 februari 2007 i Norrtälje, Uppland, var en svensk läkare.

## Biografi
Gemzell blev medicine licentiat i Stockholm 1940, medicine doktor 1948, docent i experimentell endokrinologi vid Karolinska institutet 1953, i obstetrik och gynekologi där 1956, professor i obstetrik och gynekologi i Uppsala 1960–76 och vid Downstate Medical Center State University i New York från 1974. 
Gemzell innehade olika läkarförordnanden 1940–48 och 1951–54, studerade i Salt Lake City och Berkeley, USA 1949–51 och 1956–57, var biträdande överläkare vid kvinnokliniken på Karolinska sjukhuset 1955–60 och överläkare vid kvinnokliniken på Akademiska sjukhuset 1960–74. Han var ledamot av Medicinalstyrelsens socialpsykiatriska nämnd 1955–58, medicine hedersprofessor i Montevideo och hedersledamot av en rad gynekologiska och obstetriska sällskap i Europa och USA.
Inom ramen för sitt arbete utvecklade Gemzell nya metoder att behandla vissa former av kvinnlig sterilitet med gonadotropa hormoner. 
Uppdrag granskning avslöjade i programmet De värnpliktiga och experimentet i oktober 2023 att spermier som donerats av värnpliktiga i ett forskningsprojekt lett av Gemzell i skiftet 1960- till 1970-tal använts till inseminationer. Minst tre värnpliktiga ska ha blivit biologisk far till ett eller flera barn utan att de haft vetskap om det.